# Kaukasische Gänsekresse
Die Kaukasische Gänsekresse (Arabis caucasica), auch Garten-Gänsekresse genannt, ist eine Pflanzenart aus der Gattung der Gänsekressen (Arabis) innerhalb der Familie der Kreuzblütler (Brassicaceae).

## Beschreibung

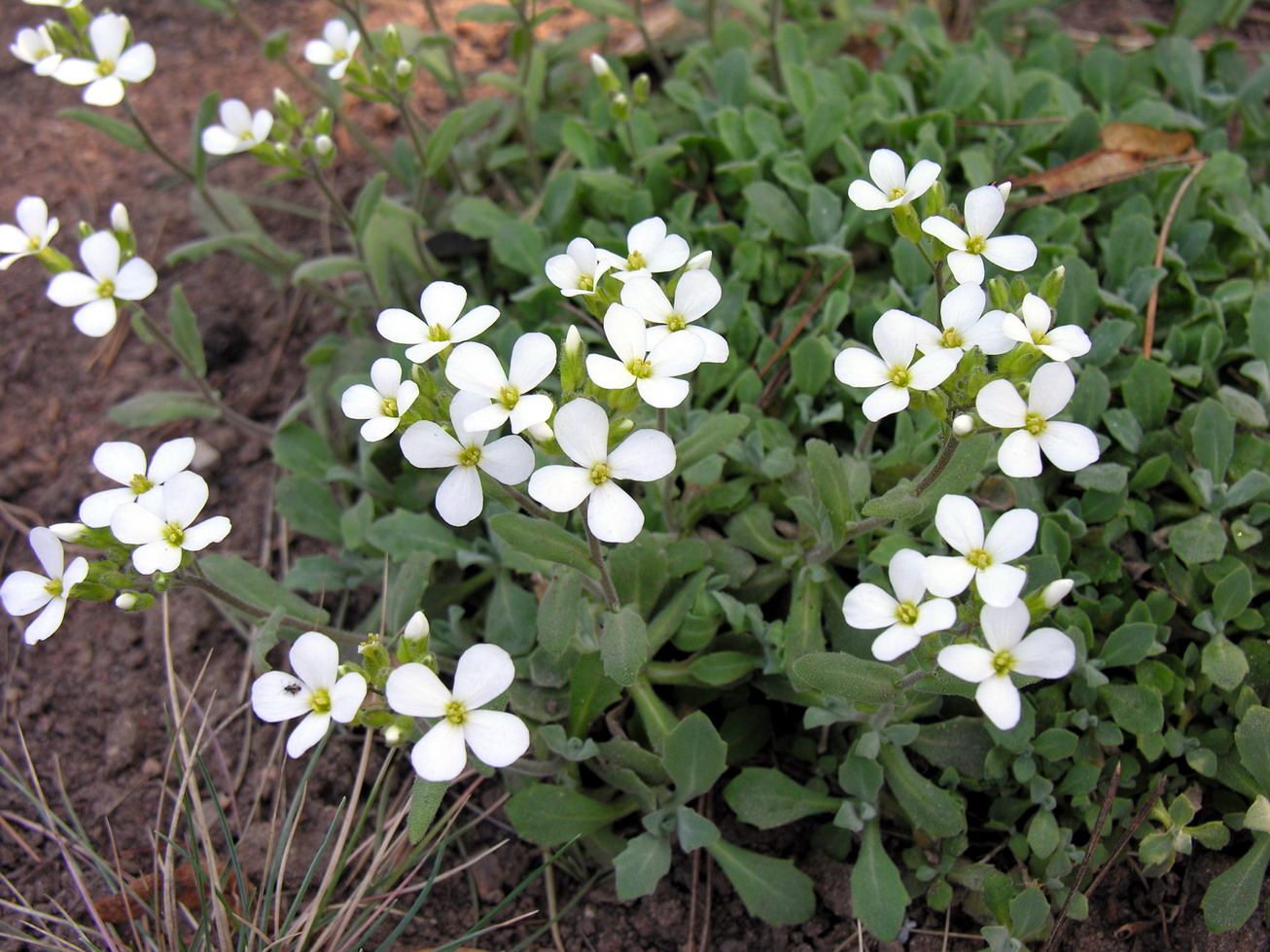
Kaukasische Gänsekresse (Arabis caucasica)

### Vegetative Merkmale
Die Kaukasische Gänsekresse ist eine immergrüne, ausdauernde, krautige Pflanze, die Wuchshöhen von 10 bis 30 Zentimetern erreicht. Sie bildet oberirdische Ausläufer.
Die Stängelblätter und Grundblätter sind schwach gezähnt; sie weisen auf jeder Seite zwei bis fünf kurze Zähne auf und sind grau filzig mit Sternhaaren (Trichome) bedeckt. Der Blattgrund ist herz-pfeilförmig.

### Generative Merkmale
Die Blütezeit reicht von März bis Mai. Die Blüten sind in einem kurzen dichten, traubigen Blütenstand angeordnet.
Die Blüten sind wohlriechend. Die zwittrige Blüte ist vierzählig mit doppelter Blütenhülle. Die vier Kelchblätter sind 4 bis 6 Millimeter lang. Bei den vier 9,5 bis 18 Millimeter langen Kronblättern geht die Platte plötzlich in den Nagel über. Die längeren Staubblätter sind 7 bis 8 Millimeter lang. Die Nektardrüsen sind stark entwickelt, die seitlichen sind mit den medianen verbunden.
Die Schoten sind bis 45 Millimeter lang. Der Mittelnerv der Fruchtklappen ist deutlich. Die Samen sind fast ohne Flügelrand.
Die Chromosomenzahl beträgt 2n = 16.

## Vorkommen
Die Kaukasische Gänsekresse kommt von Nordafrika und Südeuropa bis Mittelasien vor. Sie wächst in alpinen Felsfluren.
Die ökologischen Zeigerwerte nach Landolt et al. 2010 sind in der Schweiz: Feuchtezahl F = 2 (mäßig trocken), Lichtzahl L = 4 (hell), Reaktionszahl R = 5 (basisch), Temperaturzahl T = 3+ (unter-montan und ober-kollin), Nährstoffzahl N = 2 (nährstoffarm), Kontinentalitätszahl K = 4 (subkontinental).

## Taxonomie
Die Erstbeschreibung von Arabis caucasica erfolgte 1814 durch Carl Ludwig Willdenow in Diederich Friedrich Carl von Schlechtendal: Enumeratio Plantarum Horti Botanici Berolinensis, S. 45.

## Nutzung
Die Kaukasische Gänsekresse wird verbreitet als Zierpflanze für Steingärten, als Bodendecker und als Schnittblume genutzt. Sie ist seit Anfang des 19. Jahrhunderts in Kultur. Die Sorte 'Plena' hat gefüllte Blüten, 'Sulphurea' schwefelgelbe Blüten und 'Variegata' gelb gescheckte Blüten.